# 루미너스 스튜디오
루미너스 스튜디오(영어: Luminous Studio, 일본어: ルミナス・スタジオ)는 스퀘어 에닉스가 내부적으로 개발, 사용하는 멀티 플랫폼 게임 엔진이다. 이 엔진은 엑스박스 원, 플레이스테이션 4, 마이크로소프트 윈도우 버전과 같은 DirectX 11 호환 플랫폼 및 8세대 하드웨어를 대상으로 개발되었다. 《파이널 판타지 XIII-2》의 개발 중 그들의 기존 플랫폼 크리스털 툴(Crystal Tools)이 다루지 못했던 차세대 게임기와의 호환을 위해 구상되었다.
이 엔진은 Agni's Philosophy와 Witch Chapter 0라는 기술 데모에 사용되었고 현재 8세대 게임기를 위한 파이널 판타지 시리즈의 타이틀의 하나인 《파이널 판타지 XV》에 집중하고 있다. 비평가들은 그래픽과 실시간 렌더링을 언급하면서 엔진이 게이밍의 미래를 대표한다고 하면서 이 엔진의 2개의 기술 데모에 감탄하였다.

## 반응
이 게이밍 엔진은 E3 2012에서 모습을 드러냈을 때 수많은 비평가들을 놀라게 했다. 코타쿠는 게임 엔진 프리뷰의 그래픽이 입이 딱 벌어질 정도로 놀랍다면서 언리얼 엔진 4의 실질적인 경쟁작으로 불렀다. VG24/7은 그래픽을 죽여준다고 평했다.

## 같이 보기
- 크라이엔진
- 언리얼 엔진